# پیتر گلسون
پیتر گلسون (انگلیسی: Peter Gelson; ۱۸ اکتبر ۱۹۴۱ – ۲۶ آوریل ۲۰۲۱) بازیکن فوتبال اهل بریتانیا بود.
از باشگاه‌هایی که در آن بازی کرده‌است می‌توان به باشگاه فوتبال هیلینگدون بورو، باشگاه فوتبال والتون اند هرشام، و باشگاه فوتبال برنتفورد اشاره کرد.